# Pfannenstielstruktur
Die Pfannenstielstruktur (englisch panhandle structure) ist eine Sekundärstruktur bei Nukleinsäuren. Sie entsteht dadurch, dass sich die beiden Enden eines Nukleinsäure-Einzelstranges, dessen Basenfolgen sich terminal umgekehrt wiederholen (inverted terminal repeat, ITR), komplementär zusammenfügen. Die dazwischen liegenden nicht komplementären Abschnitte bleiben einzelsträngig.

## Vorkommen

Modell der Pfannenstielstruktur für das NS-Gen in der RNA des Influenza-A-Virus nach Hsu et al.
Die für Basenpaarung in Frage kommenden Nukleotide sind mit Linien verbunden dargestellt, die weniger stabile G-U-Paarung ist mit Punkten markiert. Die endständigen Nukleotide (zwölf am 3′-Ende, dreizehn am 5′-Ende) sind für alle acht RNA-Segmente identisch – bis auf eine Ausnahme: anstelle des Uridin-Nukleotids an der Position 4 befindet sich in einigen Genen ein Cytidin-Nukleotid. Die anschließenden drei Nukleotidpaare sind spezifisch für das NS-Gen. Daneben befindet sich das U_{5}─U_{6} Terminations-/Polyadenylierungs-Signal.

Im Jahr 1987 durchgeführte Untersuchungen an Influenza-A-Viren zeigten für deren genomische RNA eine zirkuläre Konformation mit einer ungefähr 15 Nukleotide langen stielförmigen Struktur der Enden. An jedem der acht RNA-Segmente sind die Sequenzen an den Enden über einen kurzen Bereich komplementär und hoch konserviert. Die Forscher fanden, dass diese Struktur im intrazellulären Pool nur während der Transkription vorkommt, jedoch nicht während der Assemblierung, also dem Zusammenbau der einzelnen Proteine und Nukleinsäuren zu einem fertigen Viruspartikel. Sie postulierten verschiedene Funktionen der Pfannenstielstruktur im viralen Replikationsprozess der Influenza-A-Viren: als Signal für das Umschalten zwischen Transkription und Replikation, als Terminationssignal bei der mRNA-Synthese und als Initiationsstelle für die Verpackung der Nukleoproteinkomplexe in den viralen Partikel.
Terminale umgekehrte Wiederholungssequenzen wurden auch im Genom anderer negativsträngiger Viren (Negarnaviricota) einschließlich Arenaviren und Bunyaviren gefunden, bei denen ebenfalls zirkuläre Nukleinsäurestrukturen beobachtet wurden; die Nukleotidfolge ermöglicht Pfannenstiellängen von 23 (PICV) bzw. 25 (LACV, SSHV) Basenpaaren.
Adenoviren besitzen ein doppelsträngiges DNA-Genom, in welchem nach Strangtrennung die entstehenden Einzelstränge sich in einer Pfannenstielstruktur konformieren.